# De Sims 3: Na Middernacht
De Sims 3: Na Middernacht (Engels: The Sims 3: Late Night) is het derde uitbreidingspakket van De Sims 3, dat op 21 juli 2010 officieel door EA werd aangekondigd. Het spel is op 28 oktober 2010 verschenen voor pc en Mac.

## Gameplay
De gameplay van De Sims 3: Na Middernacht is gericht op uitgaan in discotheken, cafés, lounges en dergelijke uitgaansgelegenheden. Het pakket voegt onder andere liften, jacuzzi's en stijlvolle kleding voor het uitgaan toe. Sims hebben vanaf nu ook de mogelijkheid om te wonen in een appartement.
Het pakket bevat onderdelen van de eerdere uitbreidingspakketten: The Sims: Hot Date, The Sims: Party en De Sims 2: Nachtleven.

### Beroemdheid
Als de speler de populariteit en beroemdheid van een Sim in het spel hoog houdt, kan die in meer lounges binnengaan. Om bekend te worden moet een Sim met andere beroemde Sims omgaan. Wanneer Sims beroemd zijn worden ze echter soms achtervolgd door paparazzi.

### Vaardigheden
Sims kunnen aan een nieuwe vaardigheid werken: mixologie. Hiermee is het mogelijk gemoedstoestanddrankjes en andere populaire drankjes te maken en een centje bij te verdienen in de clubs achter de bar. Andere nieuwe vaardigheden zijn de basvaardigheid, de pianovaardigheid en de drumvaardigheid. Als je Sims op een van de vier instrumenten (de gitaarvaardigheid uit het basisspel hoort hier ook bij) een of meerdere vaardigheidspunten heeft, kan die samen met andere Sims een band vormen en optreden.

### Carrière
De nieuwe carrière bevat twee vertakkingen:
- Filmen
  - Acteur
  - Regisseur

Bij een tiener kan deze carrière opgestart worden als parttime filmen. Het gaat dan om een parttimebaan. Wanneer de tiener volwassen wordt, kan deze eventueel overstappen naar de carrière filmen.

### Vampier
De Sims hebben nu ook, net als in De Sims 2: Nachtleven, de mogelijkheid een vampier te worden, wat het voordeel biedt dat ze vaardigheden sneller leren en sneller rennen, maar het nadeel heeft dat ze nu uit de zon moeten blijven. Ze kunnen ook de gedachten lezen van andere Sims. Op deze manier komen ze te weten wat voor baan ze hebben, of ze een partner hebben, enzovoort.
In het wetenschapslab kan een drankje gekocht worden dat vampiers terug in een Sim verandert.

### Bridgeport
Het uitbreidingspakket voegt de nieuwe stad Bridgeport toe aan het spel. In Bridgeport zijn een aantal appartementen gebouwd.